# Carex hwangii
Carex hwangii är en halvgräsart som beskrevs av Sadahisa Matsuda. Carex hwangii ingår i släktet starrar, och familjen halvgräs. Inga underarter finns listade i Catalogue of Life.